# Jacksonville (Alabama)
Jacksonville is een plaats (city) in de Amerikaanse staat Alabama, en valt bestuurlijk gezien onder Calhoun County.

## Demografie
Bij de volkstelling in 2000 werd het aantal inwoners vastgesteld op 8404.
In 2006 is het aantal inwoners door het United States Census Bureau geschat op 9114, een stijging van 710 (8,4%).

## Geografie
Volgens het United States Census Bureau beslaat de plaats een oppervlakte van
21,4 km², geheel bestaande uit land.

## Plaatsen in de nabije omgeving
De onderstaande figuur toont de plaatsen in een straal van 24 km rond Jacksonville.